# Breakout Kings
Breakout Kings este un serial de televiziune dramatic american creat de Nick Santora și Matt Olmstead, care a fost transmis de rețeaua A&E. Premiera serialului a avut loc la 6 martie 2011. Serialul a fost reînnoit cu un nou sezon de 10 episoade la 6 iulie 2011, sezon care a avut premiera la 4 martie 2012.